# タムラ製作所
株式会社タムラ製作所（たむらせいさくしょ、英称：Tamura Corporation）は、東京都練馬区に本社を置く電子部品製造会社。練馬区の東大泉地区に工場がある。

## 概要
グローバルな連結経営をスピーディーに行う為のシステムとして、生・販一体の製品別原価管理を実現する基幹業務システムMAPS（Management, Accounting, Production, Sales System for Tamura G）を トップダウン遂行により世界的に導入。海外主要生産・販売拠点を含む計11拠点で稼動。
なでしこリーグのASエルフェン埼玉との関係が深い。同チームは1991年（平成3年）の設立から一貫して、埼玉県狭山市にある同社の「タムラ狭山スポーツセンター」をホームグラウンドとして使用しているほか、2007年（平成19年）からは同チームのメインスポンサーを務めていた（2016年現在は袖スポンサー）。
自社のマスコットキャラクターとして「クーニュ」がいる。クーニュは東武東上線・西武池袋線などの電車内に出される同社の広告に登場しているほか、ASエルフェン埼玉のマスコットにも使われている。

## 沿革
- 1924年（大正13年）- 田村ラヂオ商会として創業。
- 1939年（昭和14年）- 株式会社タムラ製作所となる。
- 1958年（昭和33年）- タムラ化研株式会社を設立。
- 1961年（昭和36年）- 東京証券取引所市場第二部に上場。
- 1966年（昭和41年）- 若柳電子工業株式会社（現・若柳タムラ製作所）を設立。
- 1969年（昭和44年）- タムラ精工株式会社を設立。
- 1979年（昭和54年）- 東京証券取引所市場第一部に指定。
- 1986年（昭和61年）- 株式会社タムラ流通センターを設立。
- 1987年（昭和62年）- 株式会社会津タムラ製作所を設立。
- 1995年（平成7年）- 株式会社タムラエフエーシステムを設立。
- 2008年（平成20年）- 株式会社光波を連結子会社化。
- 2010年（平成22年）- タムラ化研・タムラ精工・タムラエフエーシステムの三社を吸収合併。
- 2011年（平成23年）- 株式会社光波を完全子会社化。

## 製品
- 電子部品
  - オーディオ機器用トランスなど
- 放送システム
  - 放送局用オーディオミキサー - 花岡無線電機と並んで、国内の主要メーカーの一つである。
  - ワイヤレスインカムなど
- ネットワーク機器、無線機器
- 電子化学材料・はんだ付装置
- フォトパネル01 - NTTドコモのFOMA通信モジュール内蔵のデジタルフォトフレーム（お便りフォトサービス）
- 省電王